# Misono Kōda
Misono Kōda (jap. 神田美苑 Kōda Misono; ur. 13 października 1984 w Kioto) – japońska piosenkarka J-pop, młodsza siostra Kumi Kōdy. 
Zadebiutowała w 2002 roku jako wokalistka zespołu Day After Tomorrow. Od 2006 roku występuje solo.
Jej styl śpiewania różni się od stylu jej siostry Kumi. W piosenkach Misono można usłyszeć rockowe brzmienia.

## Dyskografia
Albumy
- never+land (2007/02/28)

Single
- VS  (2006/03/29)
- Kojin Jugyo (2006/05/10)
- Speedrive (2006/07/12)
- Lovely Cat's Eye  (2006/11/01)
- Hot Time  (2007/02/07)
- Pochi  (2007.05.16)
- Zasetsu Chiten  (2007/09/12)
- Juunin Toiro (2007/11/14)
- Mugen Kigen (2008/01/30)
- Ninin Sankyaku (2008/04/23)